# Крушельницька Наталія Єнгелинівна
Ната́лія Єнгели́нівна Крушельни́цька (* 1959) — українська трекова та шосейна велогонщиця, майстер спорту СРСР міжнародного класу (1980).

## Життєпис
Народилася 1959 року в місті Київ. Дружина і вихованка В. Піскуна.
Виступала за київські ДЮСШ № 3 (1973—1975), спортивне товариство «Колос» (1975—1981), СКА (1981—1988), «Гарт» (1993).
Чемпіонка СРСР у спринті серед дівчат (1977—1978).
Багаторазова призерка чемпіонатів СРСР у спринті й гіті на 500 м з ходу (1979—1991).
Протягом 1981—1991 років — у складі збірної команди СРСР.
1982 року закінчила Київський державний інститут фізичної культури.
Бронзова призерка чемпіонату світу-1985 у спринті.
Бронзова призерка Ігор доброї волі (Москва, 1986) у спринті. Чемпіонка СРСР у спринті (1986).
5-разова рекордсменка світу у гіті — на 200 м (1980, 1982) та 500 м (1987—1988).
Багаторазова переможниця і призерка низки міжнародних (1987—1991 роки) і всесоюзних змагань.
Працювала протягом 1999—2000 років тренером київської ДЮСШ міської ради спортивного товариства профспілок.